# Хоки
Хоки (宝亀) је јапанска ера (ненко) која је наступила после Џинго кеиун и пре Тено ере. Временски је трајала од октобра 770. до јануара 781. године и припадала је Нара периоду. Владајући монарх био је цар Конин.

## Важнији догађаји Хоки ере
- 23. октобар 770. (Хоки 1, први дан десетог месеца): Име ере се мења како би се обележила владавина новог цара Конина.[4]
- 778. (Хоки 9): Цар уводи коришћење званичног печата „Кашима-џинџа“ на државним документима.[5]
- 29. август 779. (Хоки 10, седми месец): Фуџивара но Момокава умире у 48. години.[6]
- 781. (Хоки 12, четврти месец): Цар уступа престо свом сину Камуу. Конинова владавина трајала је 11 година.[4]
- 781. (Хоки 12, дванаести месец): Конин умире у 73 години живота.[7][8]